# Przedsionek pochwy

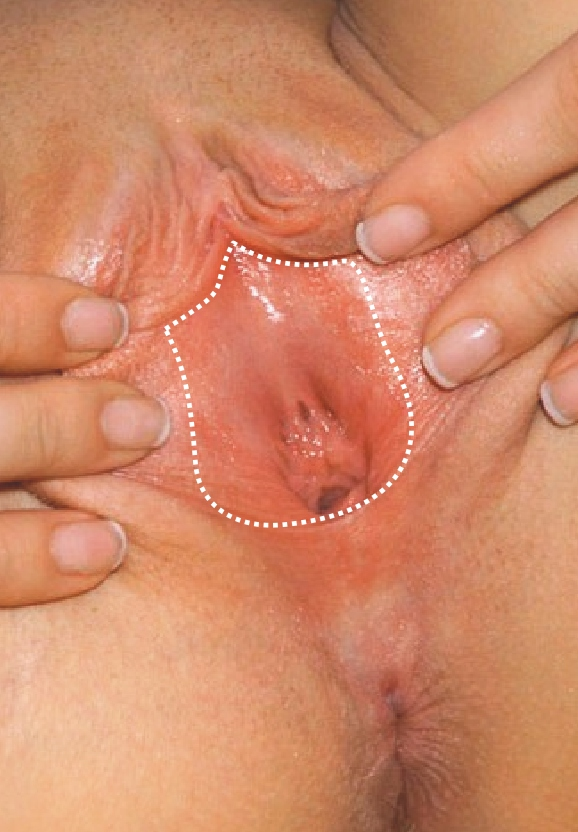
Przedsionek pochwy

Przedsionek pochwy (łac. vestibulum vaginae) − w anatomii człowieka część żeńskich narządów płciowych. Stanowi eliptyczną, płytką przestrzeń, ograniczoną z boków wargami sromowymi mniejszymi, z przodu wędzidełkiem łechtaczki, z tyłu wędzidełkiem warg sromowych. Do przedsionka pochwy uchodzą oddzielnie cewka moczowa i pochwa. W obrębie przedsionka skóra zewnętrzna przechodzi w błonę śluzową, pokrytą wielowarstwowym nabłonkiem płaskim niezrogowaciałym.